# Tariat
Tariat (mongoliska: Тариат) är en sum i Archangaj i Mongoliet. Den har en yta på 3800 kvadratkilometer, och den hade 4 226 invånare år 2010.